# منطقة تصادم
تحدث منطقة التصادم عندما تلتقي الصفائح التكتونية عند حدود متقاربة حيث تحملهما من الغلاف الصخري القاري. كما هو عادة لا يحدث اندساس للغلاف الصخري القاري بسبب كثافته المنخفضة نسبيا، والنتيجة هي منطقة معقدة من تكون الجبال التي تكون قابلة للطي و التصدع كما الكتل القارية القشرة تتراكم فوق منطقة الاندساس. 

## أمثلة
- حزام المحمول الفلبيني
- منطقة تصادم بحر الملوك
- منطقة تصادم ايزو
- منطقة تصادم اشيكاري
- منطقة تصادم جبل فوجي
- منطقة تصادم لوزون - تايوان
- منطقة خياطة إندوس-يارلونج
- منطقة تصادم الأناضول الشرقية [1]
- منطقة الاصطدام باندا آرك - أستراليا [2]